# Antonio di Vaudémont
Antonio di Vaudémont (1400 circa – 22 marzo 1458) fu conte di Vaudémont e signore di Joinville dal 1418 al 1458. Per matrimonio, fu anche conte d'Aumale e barone d'Elbeuf dal 1452 al 1458.

## Biografia
Era figlio di Federico di Lorena e Margherita di Joinville. Non nascose il suo desiderio di ereditare il ducato di Lorena alla morte di suo zio Carlo II, duca di Lorena che aveva solo due figlie femmine. Carlo attaccò Antonio, ma quest'ultimo aveva Filippo il Buono, duca di Borgogna come alleato.
Dopo la morte di Carlo II nel 1431, Antonio attaccò il nuovo duca, Renato d'Angiò, sconfiggendolo e catturandolo nella battaglia di Bulgnéville, il 1 luglio 1431. Seguì in decennio di trattative, dal momento che l'imperatore Sigismondo non era disposto a riconoscere Antonio come duca, pronunciandosi per Renato nel 1434.
In ultima analisi, Antonio abbandonò la sua pretesa nei confronti del Ducato di Lorena, con un trattato del 27 marzo 1441. In cambio, la contea di Vaudémont di Antonio fu riconosciuta indipendente, e suo figlio Federico venne fidanzato alla figlia del duca Iolanda. La conseguenza dinastiche fu che il nipote di Antonio divenne Duca di Lorena.
Antonio inoltre partecipò a numerosi conflitti armati locali.

## Matrimonio e figli
Sposò Maria d'Harcourt (1398–1476), il 12 agosto 1416. Maria era contessa di Harcourt, e di Aumale, e baronessa di Elbeuf. Suo padre era Giovanni VII di Harcourt, sua madre Maria d'Alençon, figlia di Pietro II d'Alençon. I loro figli furono:
- Federico II di Vaudémont (1428–1470), conte di Vaudémont e signore di Joinville
- Giovanni (morto nel 1473), conte di Aumale e barone di Elbeuf
- Enrico, vescovo di Thérouanne (1447–1484), poi vescovo di Metz (1484–1505),
- Maria (morta nel 1455), sposò nel 1450 Alain IX di Rohan (morto nel 1462)
- Margherita (morta nel 1474), sposò nel 1432 Antoine I de Croÿ

## Ascendenza
|                            |                     |                                      | Genitori                   |  |  | Nonni |  |  | Bisnonni          |  |  | Trisnonni             |  |
|                            |                     |                                      |                            |  |  |       |  |  | Rodolfo di Lorena |  |  | Federico IV di Lorena |  |
|                            |                     |                                      |                            |  |  |       |  |  | Rodolfo di Lorena |  |  | Federico IV di Lorena |  |
|                            |                     | Elisabetta d'Austria                 |                            |  |  |       |  |  | Rodolfo di Lorena |  |  |                       |  |
| Giovanni I di Lorena       |                     |                                      |                            |  |  |       |  |  | Rodolfo di Lorena |  |  |                       |  |
|                            |                     | Maria di Blois                       | Guido I di Blois-Châtillon |  |  |       |  |  |                   |  |  |                       |  |
|                            |                     | Maria di Blois                       | Guido I di Blois-Châtillon |  |  |       |  |  |                   |  |  |                       |  |
|                            |                     | Maria di Blois                       | Margherita di Valois       |  |  |       |  |  |                   |  |  |                       |  |
| Federico I di Vaudémont    |                     | Maria di Blois                       |                            |  |  |       |  |  |                   |  |  |                       |  |
|                            |                     | Eberardo II di Württemberg           | Ulrico III di Württemberg  |  |  |       |  |  |                   |  |  |                       |  |
|                            |                     | Eberardo II di Württemberg           | Ulrico III di Württemberg  |  |  |       |  |  |                   |  |  |                       |  |
|                            |                     | Eberardo II di Württemberg           | Sofia di Ferrette          |  |  |       |  |  |                   |  |  |                       |  |
| Sofia di Württemberg       |                     | Eberardo II di Württemberg           |                            |  |  |       |  |  |                   |  |  |                       |  |
|                            |                     | Elisabetta di Henneberg-Schleusingen | …                          |  |  |       |  |  |                   |  |  |                       |  |
|                            |                     | Elisabetta di Henneberg-Schleusingen | …                          |  |  |       |  |  |                   |  |  |                       |  |
|                            |                     | Elisabetta di Henneberg-Schleusingen | …                          |  |  |       |  |  |                   |  |  |                       |  |
| Antonio di Vaudémont       |                     | Elisabetta di Henneberg-Schleusingen |                            |  |  |       |  |  |                   |  |  |                       |  |
|                            | Anseau de Joinville | Jean de Joinville                    |                            |  |  |       |  |  |                   |  |  |                       |  |
|                            | Anseau de Joinville | Jean de Joinville                    |                            |  |  |       |  |  |                   |  |  |                       |  |
|                            | Anseau de Joinville | Alix de Risnel                       |                            |  |  |       |  |  |                   |  |  |                       |  |
| Enrico V di Vaudémont      | Anseau de Joinville |                                      |                            |  |  |       |  |  |                   |  |  |                       |  |
|                            |                     | Margherita di Vaudémont              | Enrico III di Vaudémont    |  |  |       |  |  |                   |  |  |                       |  |
|                            |                     | Margherita di Vaudémont              | Enrico III di Vaudémont    |  |  |       |  |  |                   |  |  |                       |  |
|                            |                     | Margherita di Vaudémont              | Isabella di Lorena         |  |  |       |  |  |                   |  |  |                       |  |
| Margherita di Joinville    |                     | Margherita di Vaudémont              |                            |  |  |       |  |  |                   |  |  |                       |  |
|                            |                     | Giovanni I di Lussemburgo-Ligny      | …                          |  |  |       |  |  |                   |  |  |                       |  |
|                            |                     | Giovanni I di Lussemburgo-Ligny      | …                          |  |  |       |  |  |                   |  |  |                       |  |
|                            |                     | Giovanni I di Lussemburgo-Ligny      | …                          |  |  |       |  |  |                   |  |  |                       |  |
| Maria di Lussemburgo-Ligny |                     | Giovanni I di Lussemburgo-Ligny      |                            |  |  |       |  |  |                   |  |  |                       |  |
|                            |                     | Alice di Dampierre                   | …                          |  |  |       |  |  |                   |  |  |                       |  |
|                            |                     | Alice di Dampierre                   | …                          |  |  |       |  |  |                   |  |  |                       |  |
|                            |                     | Alice di Dampierre                   | …                          |  |  |       |  |  |                   |  |  |                       |  |
|                            |                     | Alice di Dampierre                   |                            |  |  |       |  |  |                   |  |  |                       |  |